# Centralni bantu jezici zone N
Centralni bantu jezici zone N skupina od (13) centralnih bantu jezika iz Tanzanije, Malavija, Mozambika, Zimbabvea i Zambije. Predstavnici su:
a. Manda (N.10) (3): matengo, ngoni, tonga;
b. Manda (N.12) (1): mpoto;
c. Nyanja (N.30) (1): nyanja;
d. Senga-Sena (N.40) (7): 
d1. Sena (6): barwe, kunda, nyungwe, phimbi, sena (2 jezika: malavijski sena i sena);
d2. Senga (1): nsenga;
e. Tumbuka (N.20) (1): tumbuka.

## Vanjske poveznice
- Ethnologue (14th)
- Ethnologue (15th)